# اهرك (حديبو)

تعديل مصدري - تعديل

اهرك إحدى قرى مديرية حديبو التابعة لمحافظة سقطرى، بلغ تعداد سكانها 21 نسمة حسب تعداد اليمن لعام 2004.